# الوعرة (العدين)

تعديل مصدري - تعديل

الوعرة هي إحدى قرى عزلة خباز بمديرية العدين التابعة لمحافظة إب، بلغ تعداد سكانها 334 نسمة حسب تعداد اليمن لعام 2004.